# Programa Interdisciplinario sobre Política y Prácticas Educativas (PIPE)
El Programa Interdisciplinario sobre Política y Prácticas Educativas (PIPE) es una unidad especializada en investigación educativa del Centro de Investigación y Docencia Económicas (CIDE). Fue fundado en 2014 con el objetivo de producir investigación académica sobre temas educativos desde distintas disciplinas. Es dirigido por Blanca Heredia. 

## Contribuciones a la Política Educativa
El PIPE Participó en la Consulta Nacional sobre el Nuevo Modelo Educativo en la Reforma Educativa de México del 2013 dirigida por el presidente Enrique Peña Nieto. Recopiló, ordenó y sistematizó en un informe las aportaciones, opiniones y propuestas hechas alrededor de los documentos presentados por la Secretaría de Educación Pública. Este trabajo tuvo dos objetivos principales. Primero, contribuir a maximizar la transparencia y la autenticidad de la consulta pública en torno a la propuesta original presentada por la SEP. Segundo, ordenar y sistematizar, las opiniones vertidas sobre la propuesta original durante el proceso de consulta pública del 2016, e integrar un informe público que le facilitase a la SEP conocer las opiniones expresadas en la consulta y le permitiese a la sociedad comparar qué tanto sus opiniones habían sido tomadas en cuenta. Después de su trabajo se enriqueció la Carta sobre los Fines de la Educación en el siglo XXI y El Modelo Educativo 2016. 
La simplificación de los requisitos para el acceso a la escuela y el reconocimiento de estudios previos en países extranjeros para los migrantes de retorno. 
A partir de la intervención Talentum- Media Superior,  una intervención creada por el PIPE, se creó la Beca al Talento en la Educación Media Superior.   Esta beca está destinada  para estudiantes de Educación Media Superior con alto potencial de talento intelectual.

## Áreas de Incidencia

### Líneas de Investigación[4]
- Política Educativa
- Talento intelectual en México
- La observación de la práctica docente[5][6]
- Desigualdad y educación[7]
- Educación privada
- Re-inscripción e inserción educativa de migrantes mexicanos de retorno[8][9]
- Brecha educativa entre población indígena y no indígena[10]
- Financiamiento de la Educación Superior en México
- Transiciones entre niveles educativos[11][12]
- Entornos culturales y aprendizajes en la infancia temprana

### Docencia
El PIPE diseña e imparte el Diplomado en Intervenciones y Políticas Educativas. Además, sus investigadoras constantemente participan en programas académicos, seminarios y conservatorios. 

### Intervenciones Educativas

#### Talentum Universidad
Es un programa educativo extracurricular de alta exigencia, implementado desde 2015, que busca a jóvenes talentosos  para contribuir a su formación como líderes. El programa ofrece a los estudiantes universitarios participantes herramientas, redes de contactos y exposición a situaciones reales,para aumentar sus capacidades que les permitan desarrollarse plenamente como líderes en sus campos y contribuir al desarrollo de México. Por este programa han pasado 340 jóvenes de distintas universidades y de distintas partes de la república. Los estudiantes egresado han realizado proyectos de impacto social.

#### Talentum Media Superior
Talentum Media Superior es un programa diseñado que surgió con el objetivo de identificar jóvenes con alto potencial intelectual provenientes de hogares urbanos de ingresos medios y bajos, e impulsar su desarrollo. Este programa tenía el objetivo de contribuir a un crecimiento económico más dinámico a través del fortalecimiento del capital humano. Además, buscaba ayudar a ampliar las oportunidades de movilidad social.

#### Líderes en Movimiento Universidad
Líderes en Movimiento (LeM) es un programa académico de liderazgo extracurricular, inspirado en Talentum, que busca identificar e impulsar el desarrollo de jóvenes universitarios mexicanos con potencial de liderazgo, espíritu de servicio y fuerte compromiso con la sociedad mexicana. A diferencia de Talentum, este es un programa diseñado exclusivamente  para empleados y familiares de empleados del Consejo Mexicano de Negocios. Este programa busca ampliar las perspectivas y opciones de desarrollo académico y profesional. Además, de darles las herramientas para su formación como líderes. 